# Thorsten Streppelhoff
Thorsten Streppelhoff (født 15. august 1969 i Dorsten) er en tysk tidligere roer, dobbelt olympisk medaljevinder og dobbelt verdensmester.
Efter en række fine præstationer som ungdomsroer kom Streppelhoff med i den vesttyske seniorotter og var med til at vinde VM i 1991 i denne båd. Efter den tyske genforening var han med i den fællestyske otter ved OL 1992 i Barcelona. Her blev tyskerne nummer to i indledende heat og vandt derpå semifinalen. I finalen kom kampen om guldet til at stå mellem Canada og Rumænien, hvor førstnævnte vandt, mens tyskerne sikrede sig bronzen. Bådens besætning bestod ud over Kirchhoff af Detlef Kirchhoff, Frank Jörg Richter, Armin Eichholz, Bahne Rabe, Hans Sennewald, Ansgar Wessling, Roland Baar og styrmand Manfred Klein.
Ved VM i 1993 var han med til at vinde et nyt VM i otteren, og i 1994 blev han sammen med Peter Hoeltzenbein i toer uden styrmand nummer to ved VM.
Han var igen del af den tyske otter ved OL 1996 i Atlanta. Tyskerne blev her nummer to i indledende heat og vandt derpå sit opsamlingsheat. I finalen var den hollandske båd suveræn og vandt med et forspring på næsten to sekunder ned til tyskerne på andenpladsen, mens den russiske båd blev nummer tre. Mark Kleinschmidt, Roland Baar, Wolfram Huhn, Ulrich Viefers, Detlef Kirchhoff, Frank Richter, Marc Weber og styrmand Peter Thiede udgjorde resten af tyskernes besætning.
Han indstillede sin internationale karriere efter OL i 1996.

## OL-medaljer
- 1996:  Sølv i otter
- 1992:  Bronze i otter